# 서라벌고등학교
서라벌고등학교(徐羅伐高等學校)는 대한민국 서울특별시 노원구 중계동에 있는 사립 고등학교로, 1956년에 첫 개교하였다. 

## 학교 연혁
- 1956년 3월 5일 : 서라벌 중·고등학교 및 서라벌예술학원 설립 인가(설립자 김세종[1] 박사), 서울 용산구 후암동 339번지(지금의 독일문화원)에서 개교, 초대 교장 한형석 선생 취임
- 1957년 7월 20일 : 서라벌예술학원을 서라벌예술고등학교로 명칭 변경
- 1958년 4월 6일 : 서울 성북구 돈암동 교사(지금의 동부센트레빌)로 이전
- 1962년 12월 18일 : 고등학교 주간 1학급 증설인가(총 학급 주간 9학급, 야간 6학급)
- 1957년 7월 : 재단법인 서라벌예술학원을 서라벌학원으로 명칭 변경
- 1958년 4월 : 서울 성북구 돈암동 7의 6 교사 이전
- 1962년 12월 : 고등학교 주간 1학급 증설인가(총 학급 주간 9학급, 야간 학급)
- 1972년 12월 10일 : 동일 구내 서라벌예대의 시설 인수, 서라벌예대 흑석동으로 이전, 서라벌예고와 서라벌고 통합.
- 1974년 3월 : 고등학교 평준화(추첨제 입학)
- 1998년 2월 20일 : 중계동 신교사로 이전 (준공식)
- 1999년 2월 : 전면 급식 관계 구내 식당 확장 공사 (550석)
- 2002년 4월 : 송덕정보센터 완공
- 2002년 10월 : 학원법인 '동진학원'으로 법인 명칭 변경
- 2017년 1월 : 제20대 교장 김성학 선생 취임
- 2017년 12월 : 제9대 김성숙 법인 이사장 취임
- 2018년 10월 : 제21대 교장 김상덕 선생 취임
- 2020년 2월 : 제22대 교장 김천섭 선생 취임
- 2022년 5월 : 제23대 교장 김은성 선생 부임

## 참고 자료
- 서라벌고등학교 - 한국교육학술정보원 학교알리미